# Stojeszyn Drugi
Stojeszyn Drugi (prononciation : [stɔˈjɛʂɨn ˈdruɡi]) est un village polonais de la gmina de Modliborzyce dans le powiat de Janów Lubelski de la voïvodie de Lublin dans l'est de la Pologne.
Le village comptait approximativement une population de 440 habitants en 2015.

## Histoire
De 1975 à 1998, le village est attaché administrativement à la voïvodie de Tarnobrzeg.

Depuis 1999, il fait partie de la voïvodie de Lublin.